# Stazione di Boscoreale
Stazione di Boscoreale vasútállomás Olaszországban, Boscoreale településen.

## Vasútvonalak
Az állomást az alábbi vasútvonalak érintik:
- Cancello-Torre Annunziata-vasútvonal

## Kapcsolódó állomások
A vasútállomáshoz az alábbi állomások vannak a legközelebb:
- Stazione di Boccia al Mauro
- Stazione di Torre Annunziata Centrale